# Campionati europei di ciclismo su pista 2017 - Corsa a eliminazione maschile
La gara a eliminazione maschile ai Campionati europei di ciclismo su pista 2017 si è svolta il 20 ottobre 2017 presso il Velodrom di Berlino, in Germania.

## Podio
| Pos.    | Atleta          | Nazionalità |
| ------- | --------------- | ----------- |
| Oro     | Gerben Thijssen | Belgio      |
| Argento | Maksim Piskunov | Russia      |
| Bronzo  | Rui Oliveira    | Portogallo  |

## Risultati
| Posizione | Atleta              | Nazione       |
| --------- | ------------------- | ------------- |
| 1         | Gerben Thijssen     | Belgio        |
| 2         | Maksim Piskunov     | Russia        |
| 3         | Rui Oliveira        | Portogallo    |
| 4         | Loïc Perizzolo      | Svizzera      |
| 5         | Michele Scartezzini | Italia        |
| 6         | Adrien Garel        | Francia       |
| 7         | Roy Pieters         | Paesi Bassi   |
| 8         | Szymon Krawczyk     | Polonia       |
| 9         | Taras Shevchuk      | Ucraina       |
| 10        | Yauheni Akhramenka  | Bielorussia   |
| 11        | Xavier Casellas     | Spagna        |
| 12        | Stefan Mastaller    | Austria       |
| 13        | Maximilian Beyer    | Germania      |
| 14        | Jb Murphy           | Irlanda       |
| 15        | Zafeiris Volikakis  | Grecia        |
| 16        | Tomáš Person        | Slovacchia    |
| 17        | Jonas Ahlstrand     | Svezia        |
| 18        | Kian Emadi          | Gran Bretagna |
| 19        | Jiří Hochmann       | Rep. Ceca     |
| 20        | Valentin Plesea     | Romania       |